# Mesoleptus distinctus
Mesoleptus distinctus là một loài tò vò trong họ Ichneumonidae.